# Holly Sherwood
Holly Sherwood är en amerikansk rockartist, som är mest känd för sitt arbete tillsammans med producenten och kompositören Jim Steinman. Hon har varit både frontsångerska och bidragit som bakgrundsvokalist. Hennes röst kännetecknas av ett stort röstomfång och viss heshet.
Hon sjöng med Bat Out of Hell-veteranen Rory Dodd i det kortlivade bandet Fire Inc., som var sammansatt av Jim Steinman för två låtar till "Rock & Roll Fable"-filmen Streets of Fire. Hennes sång i de två låtarna "Nowhere Fast" och "Tonight Is What It Means To Be Young" dubbades i filmen av Diane Lane. Dessa två låtar nådde aldrig någon kommersiell succé, men de anses av Steinmans fans vara några av hans episka verk.
Under 1983 körade hon för Bonnie Tyler på Jim Steinman-producerade albumet Faster Than the Speed of Night. Vid sidan av att bakgrundssjunga till andra låtar på albumet sjöng hon ett "vocal wail" i slutet av titellåten, som visar hennes vokala kapacitet.
Hon var frontsångerska i låten "Good Girls Go To Heaven (Bad Girls Go Everywhere)", som släpptes på albumet Original Sin av Pandora's Box, som är en grupp skapad av Steinman 1989.
Efter att hon lämnade musikbranschen, så drev hon under en period galleriet Sherwood Gallery i staden Bernalillo, New Mexico, USA.